# جنگل سامبیسا
جنگل سامبیسا (به لاتین: Sambisa Forest) یک جنگل در نیجریه است که در ایالت بورنو واقع شده‌است.